# Zygmunt Urbanowicz
Zygmunt Urbanowicz (ur. 18 lutego 1931 w Wołkowysku, zm. 9 kwietnia 2011) – polski lekarz anatomii, prof. dr hab. n. med., specjalista w zakresie neuroanatomii oraz anatomii prawidłowej człowieka.
W latach 1975–1984 zastępca Dyrektora Instytutu Biologiczno-Morfologicznego Akademii Medycznej w Lublinie oraz wieloletni Kierownik Zakładu Anatomii Prawidłowej Człowieka Akademii Medycznej w Lublinie.

## Odznaczenia
- Krzyż Kawalerski Orderu Odrodzenia Polski
- Złoty Krzyż Zasługi
- Medal Komisji Edukacji Narodowej
- Odznaka honorowa „Za wzorową pracę w służbie zdrowia”

## Wybrana bibliografia autorska
- Mała encyklopedia anatomii człowieka (Czelej, Lublin, 2003, ISBN 83-89309-09-2)
- Podręczny słownik mianownictwa anatomicznego (Czelej, Lublin, 2004, ISBN 83-89309-41-6)